# Матида, Руй
Руй Матида (яп. 町田瑠唯 Матида Руй); родилась 8 марта 1993 года в Асахикаве, о-в Хоккайдо, Япония) — японская баскетболистка, выступающая в женской национальной баскетбольной ассоциации за команду «Вашингтон Мистикс». Играет на позиции разыгрывающего защитника. Кроме того выступает в национальной сборной Японии и чемпионате Японии за команду «Фудзицу Ред Вейв».

## Биография
Руй Матида ходила в среднюю школу Саппоро Яманотэ и играла за команду школы.

## Карьера

### Молодежные сборные
В 2010 году, она училась в третьем классе средней школы и участвовала в Чемпионате Азии до 18 лет, где с командой занял второе место и путевку на Чемпионат мира ФИБА среди девушки до 19 лет.
На Чемпионате мира ФИБА среди девушек до 19 лет 2011 года в Чили сборная Японии завоевала 7 место, а Руй Матида попала в 5 лучших игроков турнира и лучший игрок по передачам за турнир. Проводила на площадке в среднем 31,7 минуты за игру, забрасывала в среднем 12,3 очка, выполняла 7 подборов и 6,2 передачи.

### Профессиональная карьера

#### WJBL
После школы в 2011 году начинает играть на профессиональном уровне за команду «Fujitsu Красная волна».
Играя за команду получила награды:
- В дебютном сезоне 2011—2012 года получает награду «Новичок года» (WJBL).
- «Лучшая пятерка сезона» 2014—2015, 2017—2018, 2018—2019, 2019—2020 (4 раза)
- Лучший игрок WJBL по передачам за сезоне 2014—2015, 2017—2018, 2018—2019, 2019—2020, 2020—2021 (5 раз)

Кубок императрицы всеяпонский чемпионат
- Награда Лучшая 5 2019 год

Отыграв до конца сезона WJBL 2021-22, она планирует отправиться в США в мае 2022 года.

#### WNBA
14 февраля 2022 года подписала контракт с командой женской НБА «Вашингтон Мистикс».

### Сборная Японии по баскетболу
В 2014 году была приглашена представлять основную сборную Японии на Азиатских играх 2014 в Инчхоне. Команда состояла в основном из молодых игроков, и завоевала бронзовую медаль.
- Победитель Чемпионата Азии 2015 в Китае — 16 результативных передач против Индии.
- Олимпийских играх 2016 в Рио-де-Жанейро, Бразилия. Сборная Японии дошла до ¼ финала. Руй играла в среднем 11,4 минуты, забрасывала в среднем 3,3 очка, выполняла 3,7 передач[4].
- Победитель Чемпионата Азии 2017 в Индии. В среднем за игру 5 очков и 5,2 передачи за 18,2 минуты.
- 9-е место Чемпионат мира по баскетболу среди женщин 2018
- Победитель Чемпионата Азии 2019 в Индии. В среднем за игру 2,8 очка и 4,6 передачи за 16,2 минуты.
- Серебряный олимпийский призёр игр 2020 года в Токио в среднем 25,6 минуты за игру, забивала 7,5 очков и 12,5 передач за игру[5].

Установила индивидуальный Олимпийский рекорд по количеству передач за игру 18 в полуфинале против сборной Франции. В круговом раунде со сборной Нигерии она сыграла 20 минут, и отдала 15 голевых передач, сравнявшись с Олимпийским рекордом Терезы Эдвардс установленном на Олимпийских играх 1996 года в Атланте.
Наградой в Олимпийском турнире 2020 стало попадание Руй Матида в лучшие 5 игроков «Символическая сборная турнира».

## Награда
- Почётный гражданин Асахикавы (2019)